# Chérisay
Chérisay és un municipi francès situat al departament del Sarthe i a la regió de País del Loira. L'any 2007 tenia 255 habitants.

## Demografia

### Població
El 2007 la població de fet de Chérisay era de 255 persones. Hi havia 90 famílies de les quals 14 eren unipersonals (14 homes vivint sols), 28 parelles sense fills, 45 parelles amb fills i 3 famílies monoparentals amb fills.
La població ha evolucionat segons el següent gràfic:
Habitants censats

### Habitatges
El 2007 hi havia 109 habitatges, 93 eren l'habitatge principal de la família, 5 eren segones residències i 11 estaven desocupats. Tots els 109 habitatges eren cases. Dels 93 habitatges principals, 85 estaven ocupats pels seus propietaris i 8 estaven llogats i ocupats pels llogaters; 2 tenien dues cambres, 6 en tenien tres, 22 en tenien quatre i 63 en tenien cinc o més. 78 habitatges disposaven pel capbaix d'una plaça de pàrquing. A 27 habitatges hi havia un automòbil i a 62 n'hi havia dos o més.

### Piràmide de població
La piràmide de població per edats i sexe el 2009 era:
| Homes | Edats   | Dones |
| ----- | ------- | ----- |
| 0     | 95 o +  | 0     |
| 0     | 90 a 94 | 0     |
| 0     | 85 a 89 | 0     |
| 0     | 80 a 84 | 8     |
| 0     | 75 a 79 | 0     |
| 8     | 70 a 74 | 0     |
| 4     | 65 a 69 | 8     |
| 8     | 60 a 64 | 8     |
| 8     | 55 a 59 | 8     |
| 0     | 50 a 54 | 0     |
| 4     | 45 a 49 | 12    |
| 20    | 40 a 44 | 4     |
| 20    | 35 a 39 | 16    |
| 0     | 30 a 34 | 12    |
| 0     | 25 a 29 | 0     |
| 8     | 20 a 24 | 0     |
| 12    | 15 a 19 | 8     |
| 0     | 10 a 14 | 4     |
| 4     | 5 a 9   | 16    |
| 4     | 0 a 4   | 12    |

## Economia
El 2007 la població en edat de treballar era de 151 persones, 125 eren actives i 26 eren inactives. De les 125 persones actives 119 estaven ocupades (68 homes i 51 dones) i 6 estaven aturades (3 homes i 3 dones). De les 26 persones inactives 12 estaven jubilades, 8 estaven estudiant i 6 estaven classificades com a «altres inactius».

### Ingressos
El 2009 a Chérisay hi havia 112 unitats fiscals que integraven 293 persones, la mediana anual d'ingressos fiscals per persona era de 19.020 €.

### Activitats econòmiques
Dels 10 establiments que hi havia el 2007, 4 eren d'empreses de construcció, 4 d'empreses de comerç i reparació d'automòbils, 1 d'una empresa d'hostatgeria i restauració i 1 d'una empresa financera.
Dels 4 establiments de servei als particulars que hi havia el 2009, 1 era un taller de reparació d'automòbils i de material agrícola, 1 paleta, 1 fusteria i 1 empresa de construcció.
L'any 2000 a Chérisay hi havia 14 explotacions agrícoles que ocupaven un total de 495 hectàrees.

## Poblacions més properes
El següent diagrama mostra les poblacions més properes.